# Cserszegtomaj
Cserszegtomaj nagyközség Zala vármegyében, a Keszthelyi járásban.

## Fekvése
Keszthelytől északra a Keszthelyi-fennsík délnyugati lábánál helyezkedik el.

### Megközelítése, közlekedése
A település központja déli irányból, Keszthely felől közelíthető meg a legegyszerűbben, azon a 73 162-es számot viselő úton, amely a város északi részén ágazik ki a 7347-es útból, keresztezi a 71-es főút keszthelyi északi elkerülőjét, és Cserszegtomajt elhagyva Rezi központjáig vezet.
Emellett Hévízről is vezet út a településre; a község nyugati határában fut a Keszthelyt Zalaszántón át Sümeggel összekötő 7327-es út, keleti határszélét pedig érinti a 7343-as út is.
Napi közel húsz autóbuszjárat indul Keszthelyről a településre, majd tovább Rezi felé.

## Nevének eredete
Cserszeg település neve a magyar cser és szeg (szeglet) szavak összetételéből származik. Tomaj helységnév a Tomaj nemzetség nevéből származik.

## Története
A község területén római és avar kori leletek találhatók, amelyek arra utalnak, hogy ezekben az időkben lakott volt ez a terület, és a mai Keszthely területén lévő központ felügyelete alatt volt.
A település első említése – Tolmaj néven – 1357-ből való, amikor is Keszthellyel együtt írták össze. A 15. században épült meg kápolnája a település keleti részén. 1564-ben török megszállás alá került, majd az 1620-as évekre teljesen elnéptelenedett, azonban a község szőlőhegyeit továbbra is művelték a környező települések jobbágyai. A 17. században alakult ki Cserszeg település is, amely Keszthelyhez tartozó önálló – elsősorban szőlőműveléssel foglalkozó – település lehetett. 1674-ben mint prédiumot említik, ahol Pethő uraság szervitorai és libertinusai laknak, és szőlőt művelnek. 1682-ben az újra feléledt Tomaj település elfogadta hegytörvényét, és hegyközséggé vált. A tomaji gazdák többsége valószínűleg nem itt, hanem Keszthelyen lakott.
A 19. század elején kezdett dinamikus fejlődésnek indulni a település, amikor is egyre nagyobb érdeklődés mutatkozott a környék szőlei iránt. 1848-ban egyesült a két település, és létrejött Cserszegtomaj, amely 1857-es népszámláláson 1239 fő lakossággal rendelkezett, ami kiemelkedően magas lélekszám volt.
A 20. században – az 1990-es évekig – a település nem mutatott nagy fejlődést, lakossága fogyott, elsősorban a dinamikusan gyarapodó Keszthelyre és Hévízre vándoroltak el az itt lakók. 1926-ban két egy osztálytermes iskolája volt (Cserszegen és Tomajon).
Az 1990-es évektől fogva Keszthely és Hévíz telítődése folytán egyre több turista keresi fel a települést, amely ismét dinamikusan fejlődő községe a térségnek. A letelepülők (köztük sok külföldi) száma is rohamosan növekszik. A Központi Statisztikai Hivatal adatai szerint a balatoni települések közül Cserszegtomajon nő a legdinamikusabban az állandó lakosok száma. 2007-ben 27%-kal többen éltek a faluban, mint 2001-ben. Cserszegtomaj azonban még így is kistelepülésnek számít: 2008 elején a lakosok száma 2700 körül volt.
A település 2017-ben nagyközségi rangot kapott.
A településen polgárőrség működik.

## Közélete

### Polgármesterei
- 1990–1994: Gyuk János (független)[5]
- 1994–1998: Gyuk János (független)[6]
- 1998–2002: Gyuk János (független)[7]
- 2002–2006: Gyuk János (független)[8]
- 2006–2010: Gyuk János (független)[9]
- 2010–2014: Bartha Gábor (független)[10]
- 2014–2019: Bartha Gábor (független)[11]
- 2019–2024: Elekes István (Momentum)[12]
- 2024– : Bartha Gábor (független)[1]

## Népesség
A település népességének változása:
| Lakosok száma | 2792 | 2891 | 2929 | 3259 | 3386 | 3388 | 3439 |
|               | 2013 | 2014 | 2015 | 2021 | 2022 | 2023 | 2024 |

A 2011-es népszámlálás idején a nemzetiségi megoszlás a következő volt: magyar 89,78%, német 6,44%, cigány 1,6%. A lakosok 53,2%-a római katolikusnak, 4% reformátusnak, 1,66% evangélikusnak, 11,3% felekezeten kívülinek vallotta magát (28,5% nem nyilatkozott).
2022-ben a lakosság 81,4%-a vallotta magát magyarnak, 7,5% németnek, 0,8% cigánynak, 0,3% ukránnak, 0,3% románnak, 0,1-0,1% szerbnek, lengyelnek, horvátnak, örménynek és ruszinnak, 4,3% egyéb, nem hazai nemzetiségűnek (13,1% nem nyilatkozott; a kettős identitások miatt a végösszeg nagyobb lehet 100%-nál). Vallásuk szerint 37,3% volt római katolikus, 3,3% református, 1,9% evangélikus, 0,2% görög katolikus, 0,2% ortodox, 2,3% egyéb keresztény, 1% egyéb katolikus, 11,3% felekezeten kívüli (42,2% nem válaszolt).

## Fontosabb látnivalók
A település legérdekesebb látnivalója az egyedülálló Cserszegtomaji-kútbarlang, amit 1930-ban Tóth Lajos kútmester véletlenül fedezett fel, és amely szövevényes hálózattal, valamint különleges formakinccsel rendelkezik. A barlang fokozottan védett természeti képződmény.
További látnivalók:
- Arborétum
- Okker- és piritbánya
- Európa tér
- Templom
- Szent Anna-kápolna
- Várszínház
- Margit-kilátó
- Acheron-kútbarlang

## Kultúra
Cserszegtomaj számos alkotót ihletett meg gyönyörű fekvésének és látnivalóinak köszönhetően.
1992-ben Takács Ferdinánd cserszegtomaji születésű festő, megalapította a Cserszegtomaji Szabad Művészet Alkotótelepet, ami azóta nemzetközi művésztelepként működik. A telepen részt vettek már Szlovákiából, Szerbiából, Horvátországból, Romániából, Ukrajnából, Ausztriából, Angliából, Argentínából és Japánból érkező festők, grafikusok, szobrászok és fotóművészek – a hazaiakon kívül.

## Híres emberek
- Bakonyi Károly szőlőnemesítő
- Szabó István író
- Szennyai Mária színésznő
- Vajkai Aurél etnográfus
- Levitin Dávid véleményvezér[15]